# Как я встретил вашу маму
«Как я встретил вашу маму» (англ. How I Met Your Mother) — американский комедийный ситком, созданный Картером Бейзом и Крейгом Томасом. В основе сюжета лежит рассказ одного из главных героев — Теда Мосби, который в 2030 году описывает дочери и сыну события своей жизни и его друзей в Нью-Йорке 2000-х годов до знакомства с будущей женой. Отличается нелинейным построением многих серий: флешфорварды, флешбэки, повторения сцен с иных точек зрения.
Премьера сериала состоялась 19 сентября 2005 года на канале «CBS», а его финал — 31 марта 2014 года после девяти сезонов трансляции. Сериал является обладателем шести премий «Эмми», а также удостоен наград «Teen Choice Awards», «Выбор народа» и «Выбор телевизионных критиков».

## Сюжет
Главный герой сериала Тед Мосби в далёком 2030 году рассказывает своим детям-подросткам о собственной молодости, а также истории жизни своих друзей, происходившие с 2005 года (и более ранних). Тед описывает обстоятельства, при которых он познакомился со своей будущей женой. При этом он подробно останавливается на различных событиях, происходивших в его жизни в тот период с ним и его друзьями: Робин Щербатски, Маршаллом Эриксеном, Лили Олдрин и Барни Стинсоном. Основное действие сериала разворачивается в Нью-Йорке в период, соответствующий 2005—2014 годам.

## Актёры и персонажи

### Основной состав

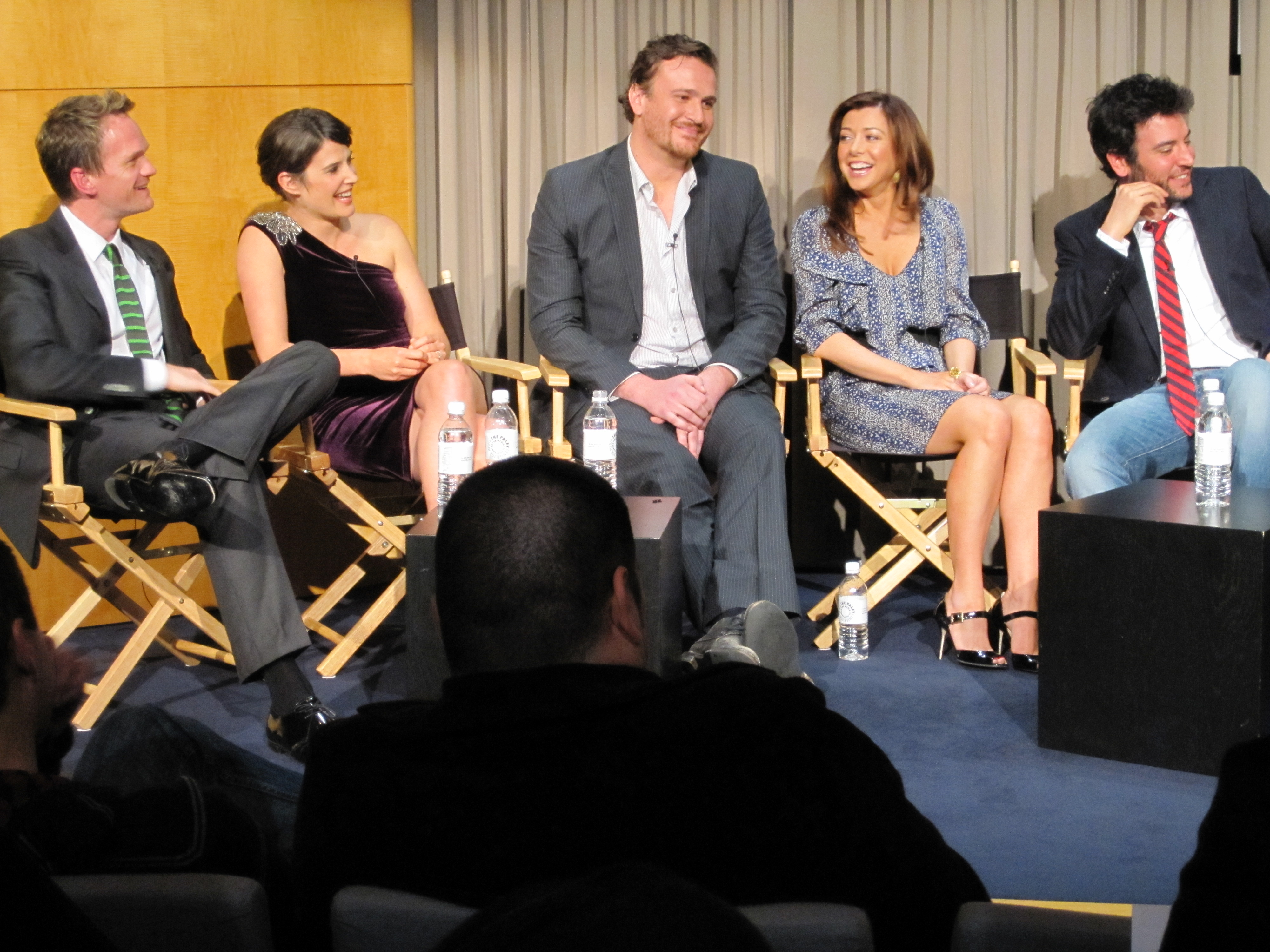
Исполнители главных ролей на мероприятии, посвящённом выходу сотой серии. Слева направо: Нил Патрик Харрис, Коби Смолдерс, Джейсон Сигел, Элисон Ханниган, Джош Рэднор.

- Тед Мосби (англ. Theodore Evelyn Mosby, исполнитель роли — Джош Рэднор). Полное имя: Теодор Эвелин Мосби. Родился 25 апреля 1978 года[2] в городе Шейкер Хайтс в штате Огайо. Окончил Уэслианский университет по специальности архитектор. Работает архитектором, а позже преподавателем в Колумбийском университете, спроектировал новую штаб-квартиру банка «Голиаф». Знает жестовый язык. В 2030 году является отцом двоих детей (мальчика и девочки). Выполняет функцию рассказчика за кадром.
- Робин Щербатски (англ. Robin Charles Scherbatsky, Jr., исполнительница роли — Коби Смолдерс). Полное имя: Робин Чарльз Щербатски Младший. Родилась 23 июля 1980 года в Канаде. Её отец хотел сына, поэтому Робин воспитывалась как мальчик — она любит виски, сигары, оружие и хоккей. Подростком была канадской поп-звездой под псевдонимом Робин Спарклз. По профессии — телеведущая. С самого начала сериала становится возлюбленной Теда. В подкасте «How We Made Your Mother» создатель сериала Картер Бейз рассказал, что Робин как персонаж получила фамилию Щербатски в честь Екатерины Щербацкой — героини романа «Анна Каренина»[3].
- Маршалл Эриксен (англ. Marshall Eriksen, исполнитель роли — Джейсон Сигел). Лучший друг Теда Мосби. Родился в 1978 году в городе Сент-Клауд в штате Миннесота. Он рос с двумя братьями, с которыми устраивал бои без правил. Хотя он наделён большой физической силой, конфликты старается решать мирным путём. Маршалл познакомился с Тедом в первый день своего пребывания в колледже — они были соседями по общежитию. Тогда же в колледже он познакомился с Лили, которая позже стала его женой. По образованию юрист, в ранних сериях учится и проходит стажировку, позже — работает по специальности и пытается использовать свои профессиональные навыки для сохранения окружающей среды.
- Лили Олдрин (англ. Lily Aldrin, исполнительница роли — Элисон Ханниган). Родилась в 1978 году, выросла в Бруклине. Познакомилась с Маршаллом и Тедом в колледже, где они были соседями по общежитию. В конце второго сезона выходит замуж за Маршалла. Долгое время Лили работала воспитателем в детском саду, затем консультантом в частной галерее искусств. Увлечена живописью, во время разрыва с Маршаллом даже обучалась в Сан-Франциско, но не преуспела — её картины по-настоящему оценивают только собаки (сезон 3, серия 19). В прошлом шопоголик. Умеет и любит манипулировать людьми.
- Барни Стинсон (англ. Barney Stinson, исполнитель роли — Нил Патрик Харрис). Родился в 1975 году (в 12-й серии 2 сезона Барни рассказывает историю про свою первую женщину, которую он встретил в 1998 году в возрасте 23 лет). Придаёт огромное значение своему внешнему виду и всегда носит костюмы. С этим связана любимая фраза Барни «Suit up!» (рус. Приоденься!). В 12-й серии 5 сезона он даже исполняет песню о костюме «Nothing suits me like a suit». Более того у него есть костюмы на каждый случай жизни — например, в 17 серии 4 сезона зритель видит его в костюме для сна. Другая коронная фраза Барни «Legen… wait for it… dary!» (рус. Леген… подожди, подожди… дарно). Долгое время был убеждённым холостяком. Имел сексуальную связь с более чем 250 женщинами. Лучший друг Теда, по мнению самого Барни. Имеет дюжину правил, включая «платиновое правило». Является автором «Кодекса Братана» и «The Playbook». Не отвечает на вопросы о своей работе до 15 эпизода 9 сезона. Искусный фокусник-любитель, фанат лазертага.
- Трейси Макконнелл (англ. Tracy McConnell, исполнительница роли — Кристин Милиоти). Будущая жена Теда и мать Пенни и Люка. Родилась 19 сентября 1984 года. Была невидимым персонажем до 9 сезона. Настоящий Тед не встретил её, в то время как будущий Тед мало говорит о ней. В течение всего сериала Тед рассказывает мелкие подробности о маме. Трейси училась на экономиста, боролась с бедностью, написала книгу, играла на гитаре.

### Второстепенный состав
- Линдси Фонсека и Дэвид Генри — будущие дочь (Пенни) и сын (Люк) Теда Мосби из 2030 года (с 2005 года).
- Маршалл Манеш — Ранджит, таксист (с 2005 года).
- Джо Нивс — Карл, бармен (с 2005 года).
- Крис Эллиотт — Микки, отец Лили.
- Эшли Вильямс — Виктория (2006 год, 2011—2014 годы).
- Алексис Денисоф — Сенди Риверс (с 2006 года).
- Дэвид Бартка — Скутер (с 2006 года).
- Фрэнсис Конрой — Лоретта Стинсон, мама Барни (с 2009).
- Сара Чок — Стелла Зинман (2008—2009, 2014).
- Дженифер Моррисон — Зоуи Пирсон (2010—2011, 2014).
- Кайл Маклахлен — Капитан (2010—2011, 2013—2014).
- Назанин Бониади — Нора (2011 год).
- Кэл Пенн — Кэвин (2011—2012, 2014).
- Беки Ньютон — Куин (2012—2013 годы).
- Эбби Эллиотт — Джанет (2013 год).
- Уэйн Брэди[англ.] — Джеймс Стинсон, брат Барни (с 2006 года).

### Приглашённые звезды
| Имя                 | Роль                                         | Серии                                                 |
| ------------------- | -------------------------------------------- | ----------------------------------------------------- |
| Джон Бернтал        | Карлос                                       | 2 (1x02)                                              |
| Бет Рисграф         | коллега Карлоса, эпизодная роль              | 2 (1x02)                                              |
| Марк Эдвард Смит    | эпизодная роль                               | 3 (1x03)                                              |
| Энн Дудек           | Натали                                       | 4 (1x04)                                              |
| Кэмрин Мангейм      | Эллин Пирс                                   | 7 (1x07)                                              |
| Даника Маккеллар    | Труди                                        | 10,47 (1x10,3x3)                                      |
| Жан-Поль Ману       | Эрик «НеМоби»                                | 11 (1x11)                                             |
| Эринн Бартлетт      | Мэри                                         | 19 (1х19)                                             |
| Эми Эккер           | Пенелопа                                     | 22 (1х22)                                             |
| Брайан Крэнстон     | Хаммонд Дразерс                              | 28 (2х06, 2х13, 9x09)                                 |
| Джейн Сеймур        | профессор Льюис                              | 28 (2х06)                                             |
| Морена Баккарин     | Хлоя                                         | 29 (2х07)                                             |
| Люси Хейл           | Кэти Щербатски                               | 34 (2x12), 203 (9x19)                                 |
| Эммит Смит          | Эммит Смит                                   | 36 (2х14)                                             |
| Боб Баркер          | Боб                                          | 42 (2х20)                                             |
| Энрике Иглесиас     | Гаель                                        | 45-46 (3x1-3x2)                                       |
| Мэнди Мур           | Эни                                          | 45 (3x1)                                              |
| Бизи Филиппс        | Рэйчел                                       | 47 (3x3)                                              |
| Нил Джексон         | Йен                                          | 47 (3x3)                                              |
| Брэд Роу            | Джордж                                       | 48 (3x4)                                              |
| Джон Чо             | Джефферсон Котсворт                          | 50 (3x6)                                              |
| Мэгги Уилер         | Маргарет                                     | 51 (3x7)                                              |
| Линдсэй Прайс       | Кэт                                          | 52 (3x8)                                              |
| Орсон Бин           | Боб                                          | 53 (3х9)                                              |
| Адриана Лима        | Лима                                         | 54 (3х10)                                             |
| Хайди Клум          | камео                                        | 54 (3х10)                                             |
| Алессандра Амбросио | Алессандра Амброзио                          | 54 (3х10)                                             |
| Миранда Керр        | Миранда Керр                                 | 54 (3х10)                                             |
| Боб Оденкирк        | Артур «Пулемётчик» Хоббс, начальник Маршалла | 59, 99, 119, 120 (3х15, 5x11, 6х07, 6x08)             |
| Джеймс Ван Дер Бик  | Саймон                                       | 60 (3х16)                                             |
| Уилл Форте          | Рэнди Уармпесс                               | 62, 119 (3х18, 6x07)                                  |
| Бритни Спирс        | Эбби, ассистентка Стеллы                     | 57-58,63 (3x13-3x14, 3x19)                            |
| Алан Тик            | камео                                        | 60, 95,121 (3х16, 5x07, 6х09)                         |
| Джейми-Линн Сиглер  | Джиллиан                                     | 72 (4x8)                                              |
| Кортни Форд         | Викки                                        | 73 (4x9)                                              |
| Ким Кардашьян       | Ким Кардашьян                                | 76(4х12)                                              |
| Тим Ганн            | Личный портной Барни                         | 100, 188 (5x12, 9x4)                                  |
| Аманда Пит          | Дженкинс                                     | 101 (5x13)                                            |
| Ник Свишер          | Ник Свишер                                   | 102 (5x14)                                            |
| Дженнифер Лопес     | Анита                                        | 105 (5x17)                                            |
| Николь Шерзингер    | Джессика Глиттер                             | 121 (6x9)                                             |
| Хорхе Гарсиа        | Стив «Блиц» Генри                            | 122 (6х10), 205 (9х21)                                |
| Кэти Перри          | Honey                                        | 127 (6х15)                                            |
| Робби Амелл         | Скуби                                        | 130 (6х18)                                            |
| Джон Литгоу         | Джерри, отец Барни                           | 131,133 (6х19, 6x21)                                  |
| Мартин Шорт         | Гаррисон Кутс                                | 138 (7x2)                                             |
| Странный Эл Янкович | камео                                        | 143 (7x7)                                             |
| Кэти Холмс          | Наоми                                        | 144 (7x8)                                             |
| Эрни Хадсон         | камео                                        | 147 (7x11)                                            |
| Морган, Линдси      | Лорен                                        | 152 (7х16)                                            |
| Конан О' Брайен     | камео                                        | 153 (7x17)                                            |
| Сет Грин            | Дэрил ЛаКорт                                 | 171 (8x11)                                            |
| Майк Тайсон         | в роли самого себя                           | 176 (8x16)                                            |
| Гедди Ли            | камео                                        | 175 (8х15)                                            |
| Беки Белинг         |                                              | 177 (8x17)                                            |
| Уильям Забка        | клоун, камео                                 | 182, 188, 194, 204, 205 (8х22, 9x4, 9x10, 9x20, 9x21) |
| Ральф Маччио        | камео                                        | 182 (8х22)                                            |
| Риз Дарби           | Хэмиш                                        | 191 (9х7)                                             |
| Лин-Мануэль Миранда | Гас                                          | 195 (9х11)                                            |

## Обзор сезонов
| Сезон | Сезон | Эпизоды | Оригинальная дата показа | Оригинальная дата показа | Рейтинг Нильсена   |
| Сезон | Сезон | Эпизоды | Премьера сезона          | Финал сезона             | Зрители (миллионы) |
| ----- | ----- | ------- | ------------------------ | ------------------------ | ------------------ |
|       | 1     | 22      | 19 сентября 2005         | 15 мая 2006              | 9.47               |
|       | 2     | 22      | 18 сентября 2006         | 14 мая 2007              | 8.94               |
|       | 3     | 20      | 24 сентября 2007         | 19 мая 2008              | 8.21               |
|       | 4     | 24      | 22 сентября 2008         | 18 мая 2009              | 9.42               |
|       | 5     | 24      | 21 сентября 2009         | 24 мая 2010              | 8.60               |
|       | 6     | 24      | 20 сентября 2010         | 16 мая 2011              | 8.79               |
|       | 7     | 24      | 19 сентября 2011         | 19 мая 2012              | 9.67               |
|       | 8     | 24      | 24 сентября 2012         | 13 мая 2013              | 9.02               |
|       | 9     | 24      | 23 сентября 2013         | 31 марта 2014            | 10.51              |

### Рейтинги

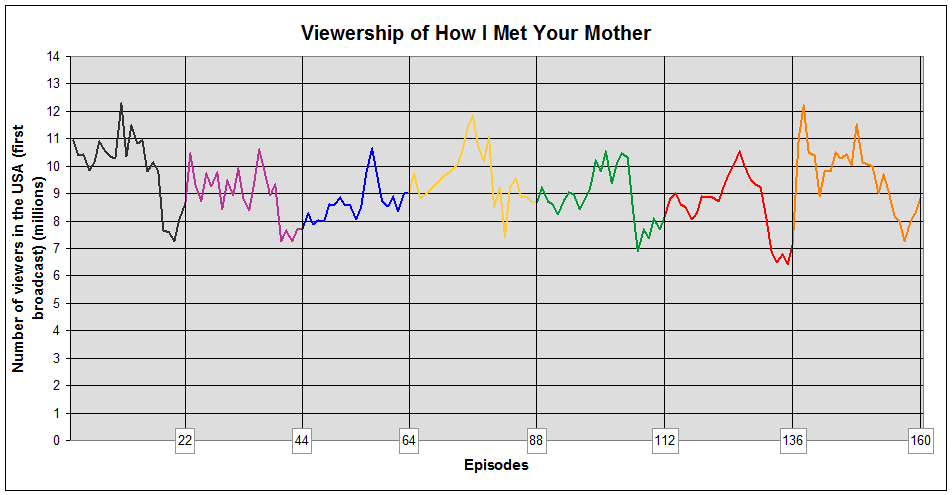
График, иллюстрирующий изменение количества зрителей первых 7 сезонов в США (в миллионах человек)

Рейтинги сезонов сериала по результатам показа в США.
| Сезон   | Время показа                                                                                        | Телевизионный сезон | Рейтинг в США | Число зрителей в США (в миллионах) |
| ------- | --------------------------------------------------------------------------------------------------- | ------------------- | ------------- | ---------------------------------- |
| 1 сезон | Понедельник, 20:30                                                                                  | 2005-2006           | 43            | 9,47                               |
| 2 сезон | Понедельник, 20:30 (18 сентября — 2 октября 2006) Понедельник, 20:00 (9 октября 2006 — 14 мая 2007) | 2006-2007           | 61            | 8,50                               |
| 3 сезон | Понедельник, 20:00 (24 сентября 2007 — 10 марта 2008) Понедельник, 20:30 (17 марта — 19 мая 2008)   | 2007-2008           | 70            | 8,21                               |
| 4 сезон | Понедельник, 20:30                                                                                  | 2008-2009           | 49            | 9,42                               |
| 5 сезон | Понедельник, 20:00                                                                                  | 2009-2010           | 42            | 8,60                               |
| 6 сезон | Понедельник, 20:00                                                                                  | 2010-2011           | 48            | 8,79                               |
| 7 сезон | Понедельник, 20:00                                                                                  | 2011-2012           | 45            | 9,67                               |
| 8 сезон | Понедельник, 20:00                                                                                  | 2012-2013           | 42            | 9,02                               |

## Работа над сериалом
- Окончив Уэслианский университет, в 1997 году Картер Бейз и Крейг Томас стали сценаристами передачи «Позднее шоу с Дэвидом Леттерманом»[11][12]. Тогда дуэт проживал в Нью-Йорке в квартире Томаса и его девушки Ребекки, причём Бейз жаловался на одиночество[11]. После пяти лет совместной работы Крейг и Картер отправились в Лос-Анджелес, как вдруг последний предложил сделать ситком о жизни друзей в Нью-Йорке[13]. Образ Теда был основан на личности Бэйса, а прообразом Маршалла и Лили стали Томас и его жена[14][15]. Первоначально жена Томаса, Ребекка, была против такого заимствования, однако, узнав, что роль Лили будет исполнять Элисон Ханниган, согласилась[14].
- Бар «McLaren’s», в котором герои сериала проводят много времени, списан с реального нью-йоркского бара «McGee’s», в котором Картер Бэйс и Крейг Томас проводили время[16].
- Каждая серия обычно снималась на протяжении трёх дней в студии в Лос-Анджелесе[17] и включала до 50 различных эпизодов, в частности флэшбэки и переходы. Закадровый смех записывался живыми зрителями во время показа окончательной версии серии. Крейг Томас утверждает, что репетиция и съёмка серий при живой аудитории не представлялась возможной из-за обилия флэшбэков и сюжетных переходов[18].
- Заглавная тема сериала, композиция «Hey Beautiful», написана группой The Solids, участниками которой являются Бейз и Томас.
- Сцены с участием будущих детей Теда Мосби были сняты перед началом второго сезона, и их фрагменты используются на протяжении всего сериала[19].
- На протяжении 4 сезона обе исполнительницы главных ролей — Коби Смолдерс и Элисон Ханниган — забеременели. Операторам и костюмерам приходилось подбирать правильные ракурсы и одежду, чтобы скрыть растущие животики девушек. В 14 серии зрители могли увидеть живот Лили, когда она участвует в конкурсе по поеданию хот-догов на скорость. Беременность Коби Смолдерс можно заметить в 20 серии после того как Тед взял на работу Джей Пи.
- 4:20 — время, которое всегда показывают часы в квартире Маршалла и Теда. Это может быть как очередной из многих отсылок к сериалу «Друзья», так и намёком на фильм «Криминальное чтиво».
- Если бы сериал не продлили на второй сезон, то мамой детей Теда стала бы Виктория (Эшли Вильямс). И это неудивительно: по результатам онлайн-опроса, именно Виктория стала самой любимой героиней среди девушек Теда.

## События

### Сезон 1
История начинается в 2005 году. Тед Мосби, 27-летний архитектор, живёт в Нью-Йорке в одной квартире со своими университетскими друзьями — Маршаллом Эриксеном, студентом-юристом, и Лили Олдрин, воспитательницей детского сада. В начале сериала Маршалл делает Лили предложение.
Это толкает Теда начать поиск своей спутницы жизни. В первой серии он, не без помощи своего друга, бизнесмена Барни Стинсона, знакомится с Робин Щербатски — канадкой, работающей на телевидении. В конце сезона Тед и Робин начинают встречаться. В финале первой серии Тед говорит своим детям: «Так я познакомился с вашей тётей Робин!».
Тед какое-то время встречается с Викторией — девушкой-кондитером. Они расстаются из-за её решения учиться в Германии.
Отношения Лили и Маршалла после помолвки портятся. Лили возмущается, что она много упускает из-за отношений с Маршаллом. В последней сцене сезона Тед возвращается домой, проведя с Робин ночь, и видит сидящего на крыльце Маршалла с кольцом в руках.

### Сезон 2
Тед и Робин вместе. Маршалл пытается жить без Лили. Лили понимает, что она не художник, и возвращается в Нью-Йорк. В конце сезона Маршалл и Лили играют свадьбу.
Барни спорит с Маршаллом на пять пощёчин и проигрывает спор. Тема пощёчин тянется через весь сериал (во втором сезоне Маршалл дал Барни две пощёчины). Выясняется, что у Барни есть чернокожий брат Джеймс, открытый гей. Барни едет в Калифорнию на шоу «Цена удачи», потому что он считает, что ведущий передачи Боб Баркер — его отец.
Выясняется, что в 1990-е годы Робин была канадской поп-звездой.
В финале сезона Барни случайно узнаёт, что Тед и Робин разошлись, но остаются друзьями. Сезон заканчивается тем, что впечатлённый Барни предлагает Теду стать его «вторым пилотом». Тед соглашается, Барни говорит «Это будет леген… подожди-подожди…». В этом месте нам показывают финальные титры.

### Сезон 3
«…дарно. Легендарно!» — завершает фразу Барни в начале третьего сезона.
Увидев Гаэля с Робин, Лили приглашает их на двойное свидание с Маршаллом. Как друг Теда, Маршалл пытается всячески убедить Лили, что им не может нравиться Гаэль, но в итоге аргентинский парень Робин очаровал и Лили, и Маршалла. В конечном счёте Робин расстается с Гаэлем.
Маршалл учится на юриста, Лили страдает шопоголизмом. Лили и Маршалл покупают квартиру своей мечты, но оказывается, что в ней кривой пол, и находится она в районе канализационных очистных сооружений.
Барни получает третью пощёчину в день Благодарения.
Тед пытается удалить со спины татуировку бабочки («клеймо проститутки») и влюбляется во врача-дерматолога Стеллу (актриса Сара Чок), а также находит жёлтый зонт, который принадлежит его будущей жене.
Барни спит с Робин и тем самым нарушает их с Тедом «Кодекс братанов» (в некоторых переводах «Бро-код»). Тед решает больше не общаться с Барни. Однако в заключительной серии после ДТП Тед и Барни вновь становятся друзьями. Тед делает предложение Стелле.

### Сезон 4
Стелла соглашается выйти замуж за Теда. Маршалл и Лили окончательно переезжают в новую квартиру. Робин соглашается на новую работу в Японии, но она оказывается ещё хуже, чем должность репортёра канала «МетроНьюс1», и Робин вскоре возвращается в Нью-Йорк. Стелла бросает Теда у алтаря и возвращается к Тони — отцу её дочери.
Тед узнаёт о чувствах Барни к Робин.
Барни, наконец, переспал со своей двухсотой женщиной. Лили временно покидает состав на 4 недели (в связи с беременностью актрисы Элисон Ханниган).
В финале сезона Робин узнаёт о чувствах Барни и отвечает взаимностью.

### Сезон 5
Барни и Робин по настоянию Лили обсуждают свои отношения и начинают встречаться. Вскоре выясняется, что они не подходят друг другу, и они решают остаться друзьями.
В стрип-баре Барни и Маршалл встречают стриптизёршу, как две капли воды похожую на Лили. Как выясняется, до этого уже встречались лесбиянка-двойник Робин и усатый двойник Маршалла. Ближе к концу сезона они встречают мексиканского реслера, двойника Теда, после чего Маршалл и Лили решают завести ребёнка, если встретят последнего двойника, так как Вселенная должна подать им знак. В последней серии сезона они встречают темноволосого таксиста, выглядящего как Барни, но им оказывается сам Барни. Чуть позже они встречают Барни, жонглирующего кинжалами, и делают вывод, что Барни хочет, чтобы Маршалл и Лили завели ребёнка.
В День благодарения Барни получает четвёртую пощёчину из пяти.
Робин начинает встречаться с партнёром по телешоу Доном. В какой-то момент Барни и Тед понимают, что хотят вернуть Робин. Они напиваются и идут к ней, ведя себя при этом неприлично. Робин решает переехать к Дону и на время прекратить общаться с Тедом и Барни, поскольку считает, что это препятствует её отношениям с Доном. Из-за него она в последней серии сезона отказывается от выгодного предложения WNKW, из-за которого ей пришлось бы переехать в Чикаго. Однако сразу после этого Дону делается такое же предложение, и он соглашается. Робин снова переселяется к Теду.
В завершающей серии сезона Лили видит торговца фастфудом, который кажется похожим на Барни только ей, но всё же они с Маршаллом решают завести ребёнка.

### Сезон 6
25 января 2010 года сериал был продлён на шестой сезон. Премьера состоялась 20 сентября 2010 года на канале CBS. Последняя серия сезона была показана в США 16 мая 2011 года.
В первых сериях сезона Тед вновь берётся за проектирование новой штаб-квартиры банка «Голиаф», которая должна быть построена на месте гостиницы «Аркадиан». Случайно познакомившись с Зоуи, романтическая линия с которой начинается после её развода с Капитаном, Тед готов отказаться от реализации своего проекта, а также ссорится с Маршаллом и Барни. В последней серии сезона Тед и Зоуи окончательно расстаются, а «Аркадиан» сносят.
Маршалл и Лили пытаются зачать ребёнка. Маршалл тяжело переживает смерть отца: он увольняется из «Голиафа» и вновь ищет работу, связанную с охраной окружающей среды.
Робин в начале сезона переживает разрыв с Доном, а позже получает более престижную работу на телевидении. В 21 серии Робин встречает свою тайную любовь — парня, с которым она однажды познакомилась в магазине. Тед-рассказчик говорит, что это была их не последняя встреча.
Барни признаёт, что его отец — не Боб Баркер. После встречи с настоящим отцом Барни пытается наверстать прошедшие годы и понимает, что его отец вовсе не такой, каким он его себе представлял. На День Святого Валентина Робин знакомит Барни со своей подругой Норой. Барни влюбляется в Нору, но не решается сказать ей правду о своих чувствах, и их отношения не складываются. В последней серии, наблюдая за тем, как Тед и Зоуи пытаются восстановить отношения, Барни и Робин сближаются, но в очередной раз признают, что ни к чему хорошему это не приведёт. Позже Барни вновь встречает Нору и приглашает её на свидание. Нора соглашается. Робин рада за него, но в её глазах пробегает искра сомнения.
В финальной серии сезона Лили сообщает Маршаллу о своей беременности. В последних кадрах вновь показана сцена будущей свадьбы Барни, на которой Тед исполняет роль шафера и должен встретить свою будущую супругу.

### Сезон 7
Премьера седьмого сезона сериала состоялась 19 сентября 2011 года.
Маршалл получает работу в фирме, занимающейся охраной окружающей среды. Робин вспоминает о своих чувствах к Барни. Барни проигрывает спор Маршаллу и Лили и вынужден целый год носить галстук с изображением уток. В это же время Барни начинает встречаться с коллегой Робин — Норой.
Робин по решению суда начинает посещать сеансы психотерапии, после которых завязывает отношения со своим психотерапевтом, Кевином. Лили и Маршалл узнают пол своего будущего ребёнка. Робин сообщает Барни, что тот на четверть канадец. Барни и Маршалл меняют условия пари: 3 пощёчины (две из которых Барни получает сразу) в обмен на снятие галстука; в конце 9 серии сезона Барни и Робин целуются.
Барни и Робин решают вновь быть вместе, договариваются рассказать своим половинкам об измене и расстаться с ними. Барни бросает Нору из-за Робин, однако последняя предпочитает остаться с Кевином. Барни сильно переживает и вместе с Тедом решается на отчаянный шаг — усыновить ребёнка. Лили и Маршалл хотят переехать на Лонг-Айленд, в дом, подаренный им бабушкой Лили, а Робин пытается их отговорить. На День Благодарения все собираются в новом доме, куда также приезжает Джеймс с семьёй.
Робин ошибочно считает, что беременна от Барни. Впоследствии выясняется, что Робин бесплодна. Кевин делает предложение Робин, но, узнав, что Робин не только бесплодна, но и не допускает мысль об усыновлении, расстаётся с ней.
Тед снова признаётся в любви Робин, но она не отвечает ему взаимностью и переезжает. Теду становится одиноко в большой квартире. Он освобождает квартиру для Лили и Маршалла.
Барни начинает встречаться со стриптизёршей Куинн. В двадцатой серии Тед отчаивается и хочет перестать искать мать своих двоих детей, но выясняется, что в 2015 году у него уже есть дочь, которой они показали первые три эпизода Звёздных войн, которые они пересматривали каждые три года начиная с 2000 года.
В конце сезона у Лили и Маршала рождается сын Марвин, названный в честь отца Маршалла. В то же время Барни делает предложение Куинн, и та соглашается. Виктория вновь начинает встречаться с Тедом.
Две последние серии сезона вышли в эфир 14 мая 2012 года.

### Сезон 8
Премьера восьмого сезона сериала состоялась в США 24 сентября 2012 года.
Барни и Куинн готовятся к предстоящей свадьбе. Виктория сбегает с собственной свадьбы к Теду, не оставив прощального письма Клаусу. В конце 1-й серии показана будущая жена Теда, прикрывающая лицо тем самым жёлтым зонтом.
Барни и Куинн составляют брачный договор, однако вскоре понимают, что не подходят друг другу, и расстаются. Маршалл и Лили ищут своему ребёнку опекуна на случай их смерти, в конце четвёртой серии ими становятся Тед, Барни и Робин. Барни, расстроенный разрывом с Куинн, заводит второго пилота — пса Братузика. Тед наконец делает предложение Виктории, но та ставит условие, что его дружбе с Робин должен прийти конец. Тед отказывается, и они с Викторией расстаются. Барни делает предложение Робин, она соглашается. Лили и Маршалл собираются переехать в Италию. Тед собирается переезжать в Чикаго. Маршаллу предлагают работу судьи. В конце сезона зрителям представляют женщину, которая будет выступать на свадьбе Барни и Робин и, предположительно, является Мамой.

### Сезон 9 и окончание сериала
Сериал был продлён на последний, 9 сезон (2013—2014 годы). Он был полностью посвящён свадьбе Барни и Робин. Также в нём освещены фрагменты знакомства и дальнейшей жизни Теда с его будущей женой; про остальных участников истории этого сообщества также были даны краткие сообщения-зарисовки о том, как в дальнейшем сложится их жизнь.
23-24 серии стали последними сериями 9-го сезона и всего сериала. Карьера Робин, состоящая из постоянных вынужденных разъездов по миру, приведёт Барни и Робин к разводу через 3 года жизни в браке. Карьера Маршалла, после того, как он отказался от места судьи и уехал с Лили в Рим, будет долгое время складываться неудачно, но в конечном счёте он станет верховным судьёй штата. У них с Лили будет трое детей. Робин на продолжительное время покинет компанию, поскольку ей будет сложно находиться рядом с Барни и Тедом. У Барни родится внебрачная дочь, которую он полюбит всей душой, несмотря на изначальное недовольство сложившейся ситуацией. Это заставит его окончательно остепениться. Тед с «мамой» проведут много ярких лет вместе, правда, сильно затягивая со свадьбой. В конце концов, они поженятся, но вскоре мама предположительно скончается и выяснится, что Тед рассказывал детям свою историю спустя 6 лет после ухода их матери. Дети уговорят отца попытаться вернуть Робин. В последних кадрах сериала Тед стоит под окном Робин, держа перед собой знаменитую синюю валторну.
Концовка сериала вызвала множество критики, в том числе среди поклонников сериала. В результате на DVD «The Whole Story» была выпущена новая концовка, в которой был вырезан ряд моментов и сделана новая озвучка уже голосом Теда из будущего (как и во всем сериале), что делает её более реалистичной. В ней «мама» остаётся жива, Барни и Робин не разводятся, а сериал заканчивается встречей Теда и «мамы».

## Награды и номинации
Сериал неоднократно номинировался и получал телевизионные награды «Эмми», «Teen Choice Awards», «People’s Choice Awards», «Золотой глобус», «Выбор телевизионных критиков» и «Art Directors Guild». Актёры Элисон Ханниган и Нил Патрик Харрис были удостоены наград «People’s Choice Awards» как любимые комедийные актёры. Кроме того, Нил Патрик Харрис четыре раза номинировался на «Эмми» и один раз — на «Золотой глобус» за роль Барни Стинсона.
| Год  | Результат | Категория                                                                  | Премия                       | Получатель        |
| ---- | --------- | -------------------------------------------------------------------------- | ---------------------------- | ----------------- |
| 2006 | Победа    | Выдающаяся художественная режиссура в сериале, снятом несколькими камерами | Эмми                         |                   |
| 2006 | Победа    | Выдающаяся кинематография в сериале, снятом несколькими камерами           | Эмми                         |                   |
| 2006 | Номинация | Избранная новая телевизионная комедия                                      | People’s Choice Awards       |                   |
| 2007 | Победа    | Выдающаяся художественная режиссура в сериале, снятом несколькими камерами | Эмми                         |                   |
| 2007 | Номинация | Выдающийся монтаж сериала при съёмке несколькими камерами                  | Эмми                         |                   |
| 2007 | Номинация | Выдающийся актёр второго плана в комедийном сериале                        | Эмми                         | Нил Патрик Харрис |
| 2007 | Номинация | Телевизионный актёр: комедия                                               | Teen Choice Awards           | Нил Патрик Харрис |
| 2008 | Победа    | Выдающаяся художественная режиссура в сериале, снятом несколькими камерами | Эмми                         |                   |
| 2008 | Номинация | Выдающийся актёр второго плана в комедийном сериале                        | Эмми                         | Нил Патрик Харрис |
| 2008 | Номинация | Favorite Scene Stealing Star                                               | People’s Choice Awards       | Нил Патрик Харрис |
| 2008 | Номинация | Телевизионное шоу: Комедия                                                 | Teen Choice Awards           |                   |
| 2008 | Номинация | Телевизионный актёр: комедия                                               | Teen Choice Awards           | Нил Патрик Харрис |
| 2009 | Номинация | Выдающийся комедийный сериал                                               | Эмми                         |                   |
| 2009 | Номинация | Выдающийся актёр второго плана в комедийном сериале                        | Эмми                         | Нил Патрик Харрис |
| 2009 | Победа    | Выдающаяся художественная режиссура в сериале, снятом несколькими камерами | Эмми                         |                   |
| 2009 | Номинация | Выдающийся монтаж сериала при съёмке несколькими камерами                  | Эмми                         |                   |
| 2009 | Номинация | Лучшая актёрская игра на втором плане                                      | Золотой глобус               | Нил Патрик Харрис |
| 2009 | Номинация | Избранная приглашённая звезда сериала                                      | People’s Choice Awards       | Бритни Спирс      |
| 2010 | Номинация | Лучшая актёрская игра на втором плане                                      | Золотой глобус               | Нил Патрик Харрис |
| 2010 | Победа    | Избранная актриса телевизионной комедии                                    | People’s Choice Awards       | Элисон Ханниган   |
| 2010 | Номинация | Выдающийся актёр второго плана в комедийном сериале                        | Эмми                         | Нил Патрик Харрис |
| 2010 | Номинация | Лучшая оригинальная музыка и слова                                         | Эмми                         |                   |
| 2010 | Номинация | Выдающаяся художественная режиссура в сериале, снятом несколькими камерами | Эмми                         |                   |
| 2011 | Номинация | Избранная актриса телевизионной комедии                                    | People’s Choice Awards       | Элисон Ханниган   |
| 2011 | Победа    | Избранный актёр телевизионной комедии                                      | People’s Choice Awards       | Нил Патрик Харрис |
| 2011 | Номинация | Избранная приглашенная звезда сериала                                      | People’s Choice Awards       | Кэрри Андервуд    |
| 2011 | Номинация | Избранная телевизионная комедия                                            | People’s Choice Awards       |                   |
| 2011 | Победа    | Лучший актёр второго плана комедийного сериала                             | Выбор телевизионных критиков | Нил Патрик Харрис |
| 2011 | Победа    | Выдающийся монтаж комедийного сериала                                      | Эмми                         | Съёмочная группа  |
| 2011 | Номинация | Выдающаяся художественная режиссура в сериале, снятом несколькими камерами | Эмми                         | Съёмочная группа  |
| 2011 | Номинация | Выдающаяся режиссура комедийного сериала                                   | Эмми                         | Съёмочная группа  |
| 2011 | Номинация | Выдающийся макияж в сериале, снятом несколькими камерами                   | Эмми                         | Съёмочная группа  |
| 2011 | Номинация | Выдающаяся кинематография сериала, снятого несколькими камерами            | Эмми                         | Съёмочная группа  |
| 2012 | Победа    | Избранная телевизионная комедия                                            | People’s Choice Awards       | Съёмочная группа  |
| 2012 | Победа    | Избранный актёр комедийного сериала                                        | People’s Choice Awards       | Нил Патрик Харрис |
| 2012 | Победа    | Избранная приглашённая звезда сериала                                      | People’s Choice Awards       | Кэти Перри        |
| 2012 | Номинация | Актёр телевизионной комедии                                                | Teen Choice Awards           | Нил Патрик Харрис |
| 2012 | Номинация | Эпизод, снятый несколькими камерами или неподготовленный эпизод            | Art Directors Guild          | Съёмочная группа  |
| 2012 | Победа    | Выдающаяся режиссура комедийного сериала, снятого несколькими камерами     | Эмми                         | Съёмочная группа  |
| 2012 | Номинация | Выдающаяся кинематография сериала, снятого несколькими камерами            | Эмми                         | Съёмочная группа  |
| 2012 | Номинация | Выдающийся макияж в сериале, снятом несколькими камерами                   | Эмми                         | Съёмочная группа  |
| 2012 | Номинация | Выдающаяся художественная режиссура сериала, снятого несколькими камерами  | Эмми                         | Съёмочная группа  |

## Сопутствующая продукция

### Книги
На сегодняшний день под торговой маркой «Как я встретил вашу маму» издано три книги, отсылающих к событиям и персонажам сериала:
- «The Bro Code» (в русском издании — «Кодекс братана») — сборник из правил поведения, часто упоминаемый Барни на протяжении сериала. Издан в 2008 году;
- «Bro on the Go» — продолжение «Кодекса братана», изданное в 2009 году;
- «The Playbook» — книга, основанная на одноимённой серии пятого сезона сериала. Издана в 2010 году;

- Две книги — «Кодекс братана» (ISBN 978-5-699-44725-1, перевод Л. Ивановой) и «The Playbook» (ISBN 978-5-699-47025-9, перевод Д. Колесникова) — изданы на русском языке издательством «Эксмо».

### DVD-диски
Семь первых сезонов сериала выпущены на DVD (в регионах 1, 2 и 4). Помимо оригинальных серий на дисках присутствуют дополнительные материалы: музыкальные видео, комментарии съёмочной группы и т. д. Четвёртый сезон сериала также издан на Blu-Ray.